# Vellisca
Vellisca ist ein Ort und eine zentralspanische Gemeinde (municipio) mit nur noch 125 Einwohnern (Stand: 2024) im Norden der Provinz Cuenca in der Autonomen Region Kastilien-La Mancha. Vellisca gehört zur Kulturlandschaft der Alcarria und der von einem anhaltenden Bevölkerungsschwund betroffenen Serranía Celtibérica.

## Lage und Klima
Vellisca liegt auf der Westseite des Iberischen Gebirges in einer Höhe von ca. 930 m. Die Provinzhauptstadt Cuenca befindet sich gut 75 km (Fahrtstrecke) ostsüdöstlich. Das Klima im Winter ist gemäßigt, im Sommer dagegen warm bis heiß; die eher geringen Niederschlagsmengen (523 mm/Jahr) fallen – mit Ausnahme der nahezu regenlosen Sommermonate – verteilt übers ganze Jahr.

## Bevölkerungsentwicklung
| Jahr      | 1970 | 1981 | 1991 | 2001 | 2011 | 2021 |
| Einwohner | 387  | 274  | 216  | 167  | 142  | 108  |

Aufgrund der Mechanisierung der Landwirtschaft, der Aufgabe bäuerlicher Kleinbetriebe und des daraus resultierenden Verlusts von Arbeitsplätzen auf dem Lande ist die Einwohnerzahl der Gemeinde seit der Mitte des 20. Jahrhunderts stark rückläufig (Landflucht).

## Sehenswürdigkeiten

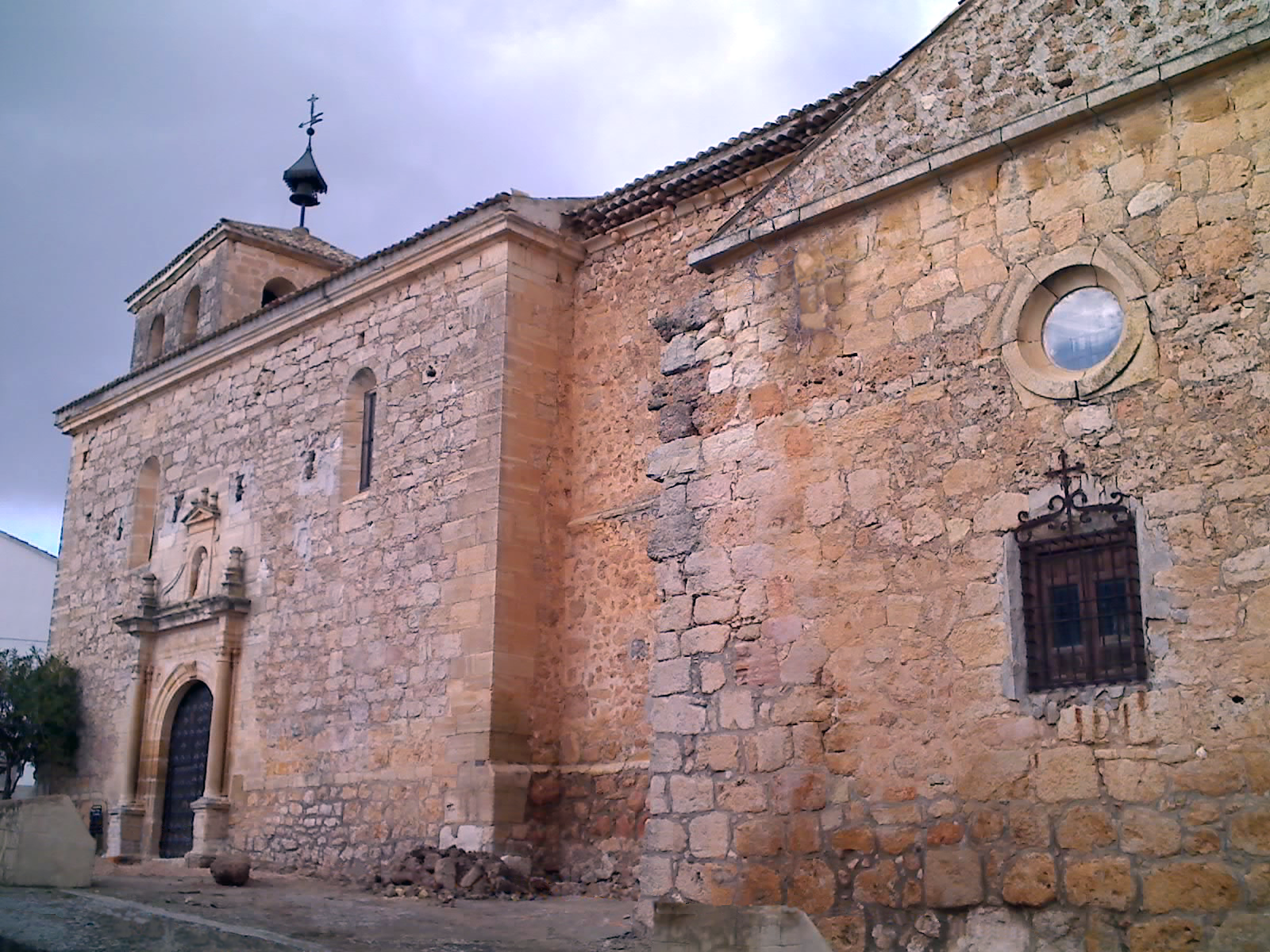
Kirche Mariä Himmelfahrt
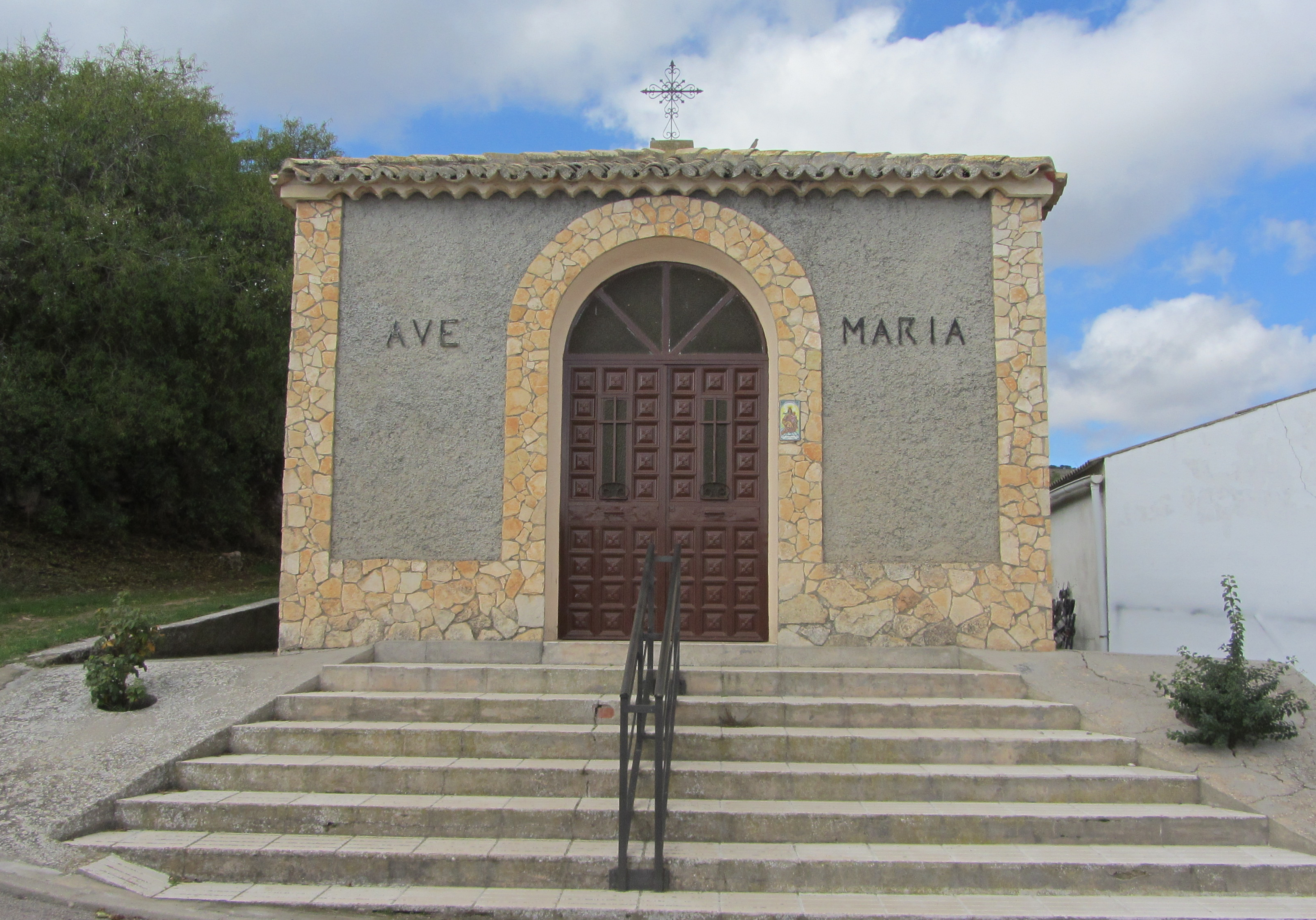
Marienkapelle
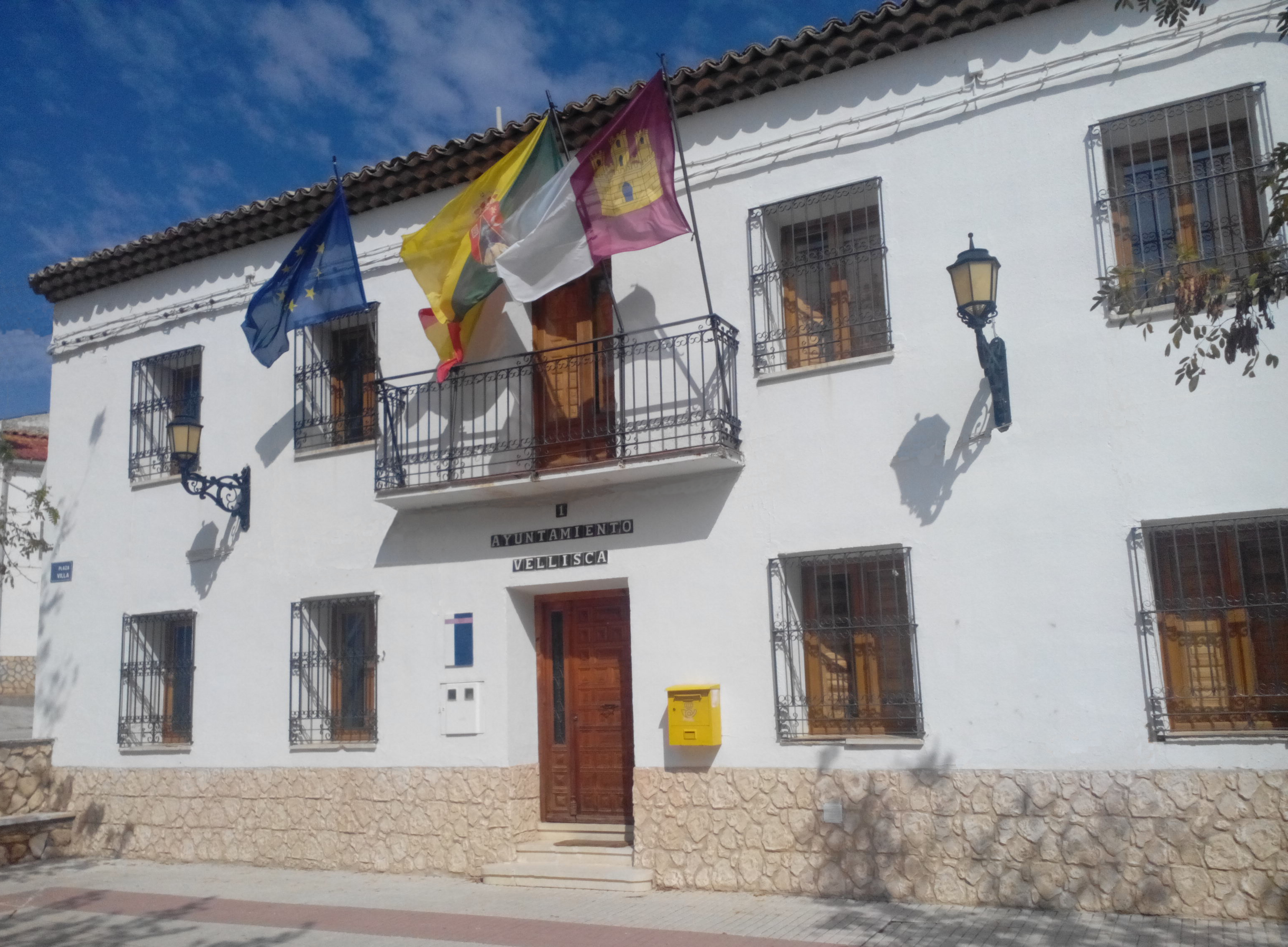
Rathaus

- Kirche Mariä Himmelfahrt
- Marienkapelle
- Rathaus

## Persönlichkeiten
- Eduardo Torres Dulce Lifante (* 1950), Generalstaatsanwalt (2011–2014)